# Frazier Park (Kalifornija)
Frazier Park je naseljeno područje za statističke svrhe u američkoj saveznoj državi Kalifornija. Prema popisu stanovništva iz 2010. u njemu je živjelo 2.691 stanovnika.